# Галимов, Мухарам Нигаметович
Мухарам Нигаметович Галимов — советский военный деятель, генерал-майор авиации.

## Биография
Родился в 1907 году в Копейске. Член КПСС с 1929 года.
С 1921 года — на хозяйственной работе, с 1929 года — на военной службе. В 1921—1974 гг. — гонщик, каталем шахты № 2-3 в Копейске, секретарь Катайского райкома ВЛКСМ Челябинского округа, курснат Ленинградской артшколы, командир огневого взвода артполка Самарской дивизии, летчик-наблюдатель, штурман самолёта, звена, эскадрильи, штурман звена, эскадрильи бомбардировочной дивизии, участник Гражданской войны в Испании, совершил 92 боевых вылета, штурман ВВС Закавказского военного округа, участник Великой Отечественной войны, главный штурман 5-й Воздушной армии на Северо-Кавказском, Центральном, 2-м Украинском фронтах, главный штурман Воздушной армии, заместитель председателя Львовской секции Советского комитета ветеранов войны.
Умер после 1985 года.